# Инструментальная улица (Чернигов)
Инструментальная улица (укр. Інструментальна вулиця) — улица в Новозаводском районе города Чернигова. Пролегает от улицы Казацкая до пересечения улиц Литовская и Евгена Онацкого.
Примыкает улица Общественная, Анатолия Погребного (Генерала Авдеенко).

## История
В 1950—1960-е года застраивалась улица Кирова (участок современной Инструментальной) промышленными предприятиями. 
В 1964 году был создан цех Прилукского завода «Будмаш», в 1965 году преобразован на завод специальных режущих инструментов, а с 1978 года называется «Черниговский инструментальный завод» (улица Кирова № 61) Киевского станкостроительного производственного объединения имени М. Горького. Черниговский пивной комбинат «Десна» был основан в 1976 году (улица Кирова № 59).
Часть улицы Кирова (современная Литовская) была выделена в отдельную Инструментальную улицу — в честь предприятия «Черниговский инструментальный завод», расположенного на данной улице. 

## Застройка
Улица пролегает в северо-восточном направлении. В конце улицы есть проезд в северо-западном направлении, параллельно Громадской улице, к ж/д линии Чернигов—Гоностаевка; на данном отрезке только парная нумерация №№ 18-30.
Парная и непарная стороны улицы заняты нежилой застройкой: промышленными, коммунальными (автотранспортными и строительными (ПМК/СПМК)) предприятиями, складами и базами. 
|                    |                                                     |                                       |                     |
| фабрика «ТК-Стиль» | средний участок улицы справа бывший котельный завод | «Черниговский инструментальный завод» | пивкомбинат «Десна» |

Учреждения:
1. дом № 6 — швейная фабрика «ТК-Стиль»
2. дом № 10 — производственно-технический центр стандартизации, метрологии и качества «Черниговоблагростандарт»
3. дом № 12 — центральное предприятие электросетей
4. дом № 17 — бывший котельный завод «Колвиэнергомаш»
5. дом № 17 А — сервисный центр «Kamaz центр»
6. дом № 18 — «Черниговский инструментальный завод»
7. дом № 20 — пивкомбинат «Десна»
8. дом № 22 — общество «Спецоптторг»
9. дом № 30 — консервный завод «Фабрика Здорово»; бывший производственно-пищевой комбинат
10. дом № 32 — швейное предприятие
11. дом № 34 В — оптово-продуктовая база